# Gonfreville-Caillot
Gonfreville-Caillot település Franciaországban, Seine-Maritime megyében. Lakosainak száma 397 fő (2022. január 1.). Gonfreville-Caillot Angerville-Bailleul, Bréauté, Grainville-Ymauville, Saint-Maclou-la-Brière és Vattetot-sous-Beaumont községekkel határos.

## Népesség
A település népességének változása:
| Lakosok száma | 343  | 347  | 354  | 359  | 361  | 369  | 385  | 390  | 397  |
|               | 2013 | 2015 | 2016 | 2017 | 2018 | 2019 | 2020 | 2021 | 2022 |